# Martin Hautzinger
Martin Hautzinger (* 1950 in Frankenbach bei Heilbronn) ist ein deutscher Psychologe und Hochschullehrer.

## Leben
Martin Hautzinger studierte von 1971 bis 1976 Psychologie in Bochum und an der Freien Universität Berlin. 1980 promovierte er zum Dr. phil. an der Technischen Universität Berlin über „Depressive und ihre Sozialpartner“.
1981 vertrat er eine Professur für Klinische Psychologie und Psychodiagnostik an der Albert-Ludwigs-Universität Freiburg im Breisgau. Von 1981 bis 1983 war er „assistant professor“ an der Abteilung für Psychologie der University of Oregon in Eugene (USA), wo er unter anderem mit Peter M. Lewinsohn arbeitete. Von 1984 bis 1989 war er Hochschulassistent für Klinische und Differentielle Psychologie an der Universität Konstanz.
1987 habilitierte er zum Thema „Bewältigung von Belastungen“, und 1990 erfolgte die Ernennung zum Universitätsprofessor und zum Leiter der Abteilung für Klinische Psychologie am Psychologischen Institut der Universität Mainz. Seit 1996 ist er (in Nachfolge von Niels Birbaumer, der an die medizinische Fakultät wechselte) Ordinarius für Klinische Psychologie am Psychologischen Institut der Universität Tübingen.
Sein Forschungsschwerpunkt ist die kognitive Verhaltenstherapie bei affektiven Störungen. Er ist Autor bzw. Herausgeber mehrerer Lehrbücher und Manuale im Bereich der Klinischen Psychologie und Verhaltenstherapie sowie Koautor der deutschen Version des Beck-Depressions-Inventars.

## Veröffentlichungen (Auswahl)
- Depression im Alter. 2. Aufl. 2000, BeltzPVU, Weinheim 2016, ISBN 3-621-28299-8.
- als Hrsg.: Aaron T. Beck, A. John Rush, Brian F. Shaw: Kognitive Therapie der Depression. Herausgegeben von Martin Hautzinger. 5. Aufl., BeltzPVU, Weinheim 2017, ISBN 3-621-28567-9.
- mit Patrick Pössel: Kognitive Interventionen (= Standards der Psychotherapie, Bd. 1). Hogrefe, Göttingen 2017, ISBN 3-8017-2831-5.
- Kognitive Verhaltenstherapie bei Depressionen. 8. Aufl. 2021, BeltzPVU, Weinheim, ISBN 978-3-621-28814-9.
- Ratgeber Depression. Informationen für Betroffene und Angehörige. 3. aktualisierte Aufl. Hogrefe, Göttingen 2022, ISBN 978-3-8017-3168-7.
- mit Michael Linden: Verhaltenstherapiemanual (in der ersten Auflage 1981 noch unter dem Titel Psychotherapie-Manual). 9. Aufl. 2022, Springer, ISBN 978-3-662-62297-1.
- Akute Depression. 2. überarb. Aufl.  (= Fortschritte der Psychotherapie, Bd. 40). Hogrefe, Göttingen 2023, ISBN 978-3-8017-3167-0.
- (Hrsg. mit Mazda Adli): Praxishandbuch Depression. Ursachen – Diagnostik – Therapie. Elsevier, München 2023, ISBN 978-3-437-23031-8.
- mit Mike Rick: Operante Verfahren (= Standards der Psychotherapie, Bd. 14). Hogrefe, Göttingen 2024, ISBN 978-3-8017-3134-2.